# Mihri Belli
Mihri Belli (* 1916 in Silivri nahe Istanbul; † 16. August 2011 ebenda) war ein türkischer Kommunist, Politiker und Schriftsteller. Die von ihm geprägte Theorie der Nationaldemokratischen Revolution (türkisch Milli Demokratik Devrim, MDD) hat die Entwicklung der Linken in der Türkei stark beeinflusst. Er hatte der 68er-Bewegung in der Türkei seinen Stempel aufgedrückt.

## Werdegang
Mihri Belli wurde 1916 als Sohn des aus Urfa stammenden Mahmut Hayrettin Bey, eines der Führer des Widerstandes in Thrakien zur Zeit des Befreiungskrieges, geboren. Mihri Belli absolvierte das Robert College in Istanbul und studierte an der Fakultät für Wirtschaft an der Universität Istanbul.
1936 ging Mihri Belli in die USA, um Wirtschaft zu studieren. Er machte seinen Abschluss an der Universität Mississippi im Jahr 1939. In den USA lernte er den Marxismus kennen und war an Aktionen von Jugendlichen, Arbeitern und  Farbigen beteiligt. 1940 kehrte er in die Türkei zurück und schloss sich der illegalen Kommunistischen Partei der Türkei (TKP) an. Gegen Ende 1942 wurde er in das Zentralkomitee der TKP berufen.
1943–1944 war er der Assistent von Professor Fritz Neumark an der Fakultät Wirtschaft der Universität Istanbul. Er wurde zum Mitbegründer der Fortschrittlichen Jugendunion (İleri Gençler Birliği, İGB). 1944 wurde er bei Operationen gegen die İGB verhaftet und zu zwei Jahren Haft und Verbannung verurteilt.

## Guerilla in Griechenland, Theoretiker in der Türkei
1946 ging Mihri Belli ins Ausland und nahm als Guerilla am griechischen Bürgerkrieg teil. Er wurde zweimal verletzt und in Bulgarien und der Sowjetunion behandelt. 1950 war er wegen illegaler Einreise und unerlaubten Waffenbesitzes kurzfristig in Haft. 1951 wurde er bei Operationen gegen die TKP verhaftet und zu sieben Jahren Haft und zwei Jahren, vier Monaten Zwangsaufenthalt verurteilt.
In den 1960er Jahren konnte Mihri Belli zum ersten Mal unter seinem eigenen Namen publizieren. Er half bei der Herausgabe der Zeitschriften „Türkische Linke“ (Türk Solu) und „Sozialistische Zeitschrift Aufklärung“ (Aydınlık Sosyalist Dergi). Aufgrund seiner Artikel wurde er zweimal verhaftet und war mehrere Monate in Haft.

## Die National-Demokratische Revolution
In dieser Zeit entwickelte Mihri Belli die Theorie der national-demokratischen Revolution (Milli Demokratik Devrim, MDD). Nach der MDD war die Türkei kein entwickeltes kapitalistisches, sondern ein halb-koloniales und halb-feudales Land. Deswegen könne eine sozialistische Revolution nicht unmittelbar realisiert werden. Die MDD plädierte für eine nationale demokratische Revolution als Vorstufe für den Aufbau des Sozialismus und betrachtete die Kemalisten und die kemalistisch orientierten Offiziere als ihre Verbündeten. Der Kampf gegen den US-Imperialismus war vorrangig für diese Gruppe, nach deren Meinung sich die Türkei unter der Kontrolle des US-Imperialismus befand. „Die Schicht der Intellektuellen in Armee und Zivilleben“ sollte eine wichtige (führende) Rolle in dieser Revolution spielen. Eine aus ihnen gebildete Militärregierung sollte die Macht übernehmen. Zunächst sollte die bürgerlich-demokratische Revolution verwirklicht und durch den anti-imperialistischen Kampf die Unabhängigkeit des türkischen Staates erreicht werden.
In der Nacht vom 20. auf den 21. Mai 1969 trafen sich in der Wohnung von Mihri Belli in Ankara führende Köpfe der türkischen Linken darunter Deniz Gezmiş, Doğu Perinçek und Mahir Çayan. Mihri Belli war gegen die Gründung einer legalen Partei. Die Anhänger der Gruppe Aydınlık (Aufklärung) beschlossen die Gründung der TİİKP. Deniz Gezmiş und Mahir Çayan gingen getrennte Wege.
Nach dem Putsch vom 12. März 1971 ging Mihri Belli ins Ausland und war eine Zeitlang bei der PLO zu Gast. Über die Türkei zog er dann nach Westeuropa und half, die Zeitschrift „Der Patriot“ (Yurtsever) herauszugeben. Nach der Amnestie von 1974 war er 1975 Mitbegründer der Arbeitspartei der Türkei (Türkiye Emekçi Partisi, TEP). Die Partei wurde 1980 durch das Verfassungsgericht verboten.
1979 gab es einen Anschlag auf Mihri Belli, bei dem er schwer verletzt wurde. Gegen Ende 1981 ging Belli erneut ins Ausland. Er hielt sich eine Zeitlang im Nahen Osten auf und war an der Gründung der Einheitsfront gegen den Faschismus (Faşizme Karşı Birleşik Cephe) beteiligt. Vom Nahen Osten ging Mihri Belli nach Schweden und kehrte 1992 in die Türkei zurück. 
1996 war er an der Gründung der ÖDP und 2002 an der Gründung der SDP beteiligt. Er verbrachte elf Jahre seines Lebens in Haft und 18 Jahre in Verbannung. 
Mihri Belli verstarb am 16. August 2011 in seiner Wohnung in Istanbul durch Versagen der Atmung.

## Werke
- Eine Analyse der türkischen Linken (Deutsch)
- Türkei: Struktur, Nationale Frage (Türkiye: Yapı, Ulusal Sorun (Türkisch-Englisch))
- Ich habe Menschen gekannt (İnsanlar Tanıdım 1997)
- Notizen aus der Fremde (Gurbetten Notlar 1998)
- Was Rigas sagte – Erinnerungen eines Guerilla aus dem griechischen Bürgerkrieg (Rigas’ın Dediği - Yunan İç Savaşı’ndan Gerilla Anınları 2000)
- Das eigentliche Problem sind die Kirschenbäume (Asıl Mesele O Kıraz Ağaçları 2002)
- Der Staatsanwalt hat geredet, der Angeklagte hat das Wort (Savcı Konuştu, Söz Sanığındır 1962)
- Die Nationale Demokratische Revolution (Milli Demokratik Devrim 1968)
- Kritik unserer Revolutionären Bewegung (Devrimci Hareketimizin Eleştirisi 1961–1971 (1977))
- Geschichtliche Stellung der TKP (TKP'nin Tarihsel Konumu 1978)
- Für die Einheit auf der Linken (Solda Birlik İçin 1978)[6]